# Betegh Bébi
Csíktusnádi Betegh Bébi, Bäby, született Nyári Mária (Tusnád, 1902. április 14. – Arad, 1984. február 9.) színésznő, szubrett.

## Életútja
Lófő székely családból származott, édesapja lapszerkesztő volt. Rákosi Szidi színiiskoláját látogatta Budapesten. 1920. szeptember 1-től a Városi Színház tagja volt. Játszott a Blaha Lujza Színházban, később Nagyváradon, Aradon, Temesváron, majd az 1920-as évek végén Janovics Jenő kolozsvári társulatának volt a tagja. Karakterszerepeket formált meg, nagy sikere volt operettek szubrettszerepeiben. 1930-ban 20 ezer lejes fizetést kapott. 1940-ben Aradon férjhez ment Janka Jenő aradi gyógyszerészhez, esküvői tanúi Janovics Jenő rendező és Emil Isac román író voltak. 1942 nyarán Bukarestben, az egészségügyi minisztériumban letette a kozmetikusi vizsgát és ezután autorizált kozmetikusként dolgozott.

## Fontosabb szerepei
- Viktória, Liza (Kálmán Imre: Marica grófnő)
- Dr. Szabó Juci (Fodor László)
- Franci (Oscar Straus: Varázskeringő)